# Arctosa alluaudi
Arctosa alluaudi är en spindelart som beskrevs av Guy 1966. Arctosa alluaudi ingår i släktet Arctosa och familjen vargspindlar.
Artens utbredningsområde är Marocko. Inga underarter finns listade i Catalogue of Life.